# Ruth Gemmell

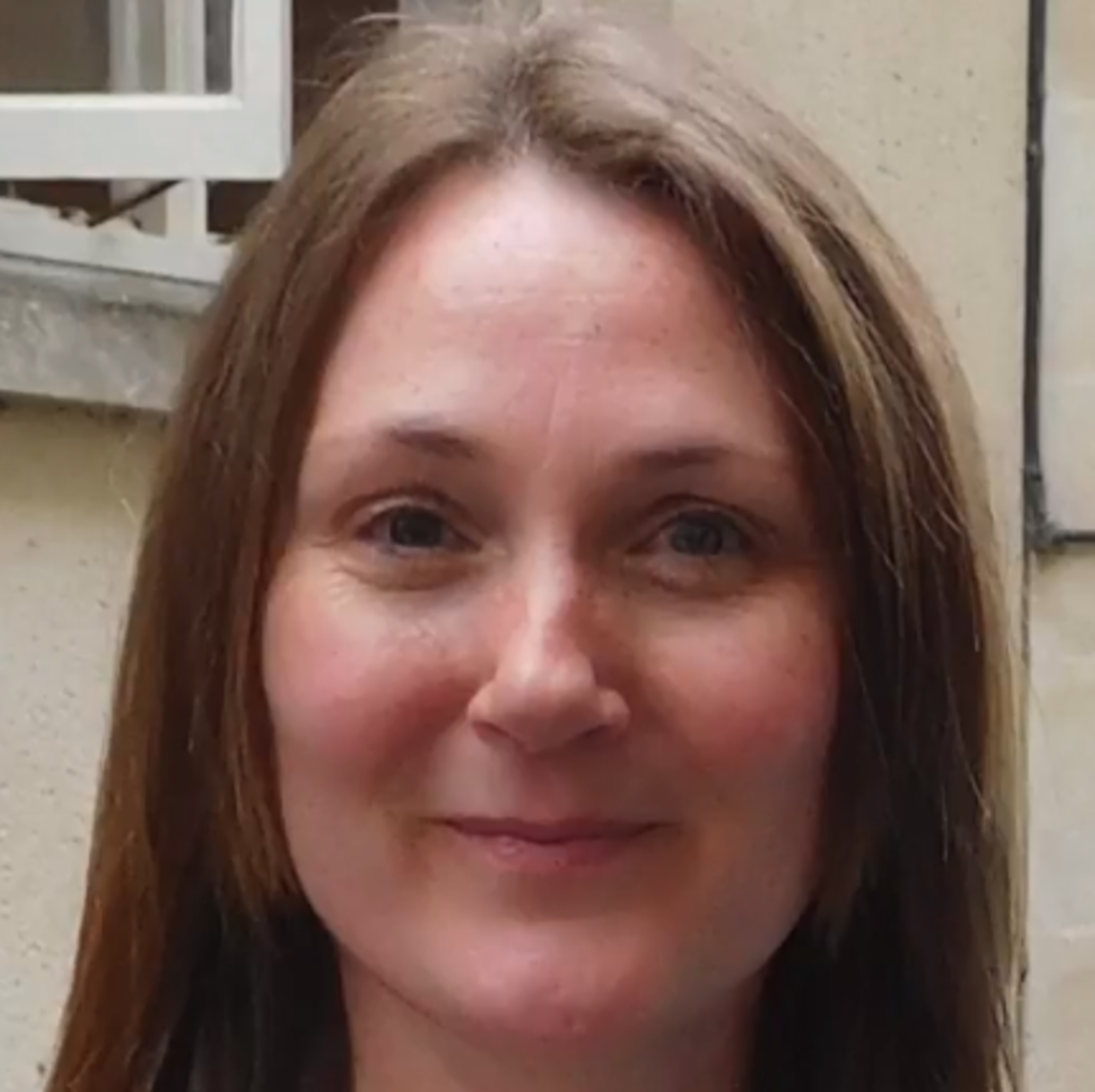
Ruth Gemmell (2018)

Ruth Gemmell (* 1967 in Bristol) ist eine britische Schauspielerin.

## Leben
Ruth Gemmell wuchs in Darlington in der Grafschaft Durham auf, wo sie die Polam Hall School besuchte. Ihre Schauspielausbildung erhielt sie an der Webber Douglas Academy of Dramatic Art. Von 1997 bis 2005 war sie mit dem Schauspielkollegen Ray Stevenson verheiratet, den sie bei Dreharbeiten zur Serie Band of Gold kennenlernte.
In Ballfieber, einer Verfilmung des Romanes Fever Pitch von Nick Hornby, war sie 1997 an der Seite von Colin Firth in der weiblichen Hauptrolle als Lehrerin Sarah Hughes zu sehen. Theaterengagements hatte sie unter anderem am National Theatre, am Royal Court Theatre, am Salisbury Playhouse und am Hampstead Theatre. Mit der Royal Shakespeare Company spielte sie 2004/05 Lady MacDuff in Macbeth und Regan in König Lear.
Im Fernsehen war sie in verschiedenen Episodenrollen zu sehen. Wiederkehrende Rollen hatte sie unter anderem 2009 in EastEnders als Debra, 2013/14 in Utopia als Jen Dugdale und 2015/16 in Home Fires als Sarah Collingborne. In der im Dezember 2020 veröffentlichten Netflix-Serie Bridgerton sowie im Spin-Off Queen Charlotte: Eine Bridgerton-Geschichte (2023) verkörperte sie Lady Violet Bridgerton, Mutter von jeweils vier Söhnen und Töchtern, darunter Daphne und Eloise, dargestellt von Phoebe Dynevor und Claudia Jessie. In der deutschsprachigen Fassung lieh ihr Elisabeth Günther die Stimme. 2025 war sie im Actionthriller Cleaner von Regisseur Martin Campbell mit Daisy Ridley als Superintendent Claire Hume, Leiterin der Polizeieinsatzgruppe, zu sehen.
Neben ihrer Tätigkeit als Schauspielerin arbeitete sie auch als Hörspielsprecherin für BBC Radio 4.

## Filmografie (Auswahl)
- 1991: Who Needs a Heart
- 1993: You, Me and It (Fernsehserie)
- 1995: Band of Gold – Sold (Fernsehserie)
- 1995–2009: The Bill (Fernsehserie, sieben Episoden, verschiedene Rollen)
- 1996: Kavanagh QC – Men of Substance (Fernsehserie)
- 1996: A Stiff Drink (Kurzfilm)
- 1996: In Suspicious Circumstances – A Place of Execution (Fernsehserie)
- 1996: Short Sharp Shocks – Everywhere (Fernsehserie)
- 1996–2014: Silent Witness (Fernsehserie, elf Episoden, verschiedene Rollen)
- 1997: Ballfieber (Fever Pitch)
- 1997: The Perfect Blue (Fernsehfilm)
- 1997: Peak Practice – Home Truths (Fernsehserie)
- 1998: Macbeth (Fernsehfilm)
- 1999: The Alchemists (Fernsehfilm)
- 1999: Four Fathers (Fernsehserie)
- 2001, 2013: Holby City (Fernsehserie, verschiedene Rollen)
- 2002: Dalziel and Pascoe – For Love Nor Money (Fernsehserie)
- 2003: Inspector Lynley – Playing for the Ashes (The Inspector Lynley Mysteries, Fernsehserie)
- 2003: Murder in Mind – Landlord (Fernsehserie)
- 2003: Spooks – Im Visier des MI5 – Without Incident (Spooks, Fernsehserie)
- 2004: Tracy Beaker's 'The Movie of Me' (Fernsehfilm)
- 2004: Blue Dove (Fernsehserie)
- 2005: Inspector Barnaby (Midsomer Murders) Fernsehserie, Staffel 9, Folge 1: Fluch über Winyard (The House In The Woods)
- 2006: The Afternoon Play – Are You Jim’s Wife? (Fernsehserie)
- 2006: Love for Sale (Kurzfilm)
- 2006: A Touch of Frost – Endangered Species (Fernsehserie)
- 2006: January 2nd
- 2007: Five Days (Fernsehserie)
- 2007: Ela (Kurzfilm)
- 2007: The Imaginary Girl (Kurzfilm)
- 2008: Gone Fishing (Kurzfilm)
- 2008: Mrs. McGinty ist tot (Agatha Christie’s Poirot; Fernsehserie, Folge: Mrs McGinty’s Dead)
- 2008: Good
- 2008: Summerhill (Fernsehfilm)
- 2008–2009: Waking the Dead – Im Auftrag der Toten (Waking the Dead, Fernsehserie, vier Folgen)
- 2009: Trial & Retribution (Fernsehserie, eine Episode)
- 2009: Primeval – Rückkehr der Urzeitmonster (Primeval, Fernsehserie, zwei Episoden)
- 2009: EastEnders (Fernsehserie)
- 2010: Lewis – Der Oxford Krimi – Your Sudden Death Question (Lewis, Fernsehserie)
- 2010: F
- 2010: Law & Order: UK – Confession (Fernsehserie)
- 2010: Moving On – Losing My Religion (Fernsehserie)
- 2010, 2014: Casualty (Fernsehserie, zwei Episoden)
- 2011: The Fades (Fernsehserie)
- 2012: Inside Men (Fernsehserie)
- 2012: Storage 24
- 2012: Offender
- 2013: Father Brown – The Wrong Shape (Fernsehserie)
- 2013: Dancing on the Edge (Fernsehserie, eine Episode)
- 2013: Coming Up – Big Girl (Fernsehserie)
- 2013: Chrysanthemum (Kurzfilm)
- 2013–2014: Utopia (Fernsehserie)
- 2014: George Gently – Der Unbestechliche – Gently Between the Lines (Inspector George Gently, Fernsehserie)
- 2015: Inspector Barnaby (Midsomer Murders) Fernsehserie, Staffel 17, Folge 4: Ein letzter Tropfen (A Vintage Murder)
- 2015: Penny Dreadful (Fernsehserie)
- 2015–2016: Home Fires (Fernsehserie)
- 2017: Ransom – Girl on a Train  (Fernsehserie)
- 2018: Doctors (Fernsehserie, zwei Episoden)
- 2018: Egon Schiele: Dangerous Desires (Fernsehdokumentation)
- 2019: Cliffs of Freedom
- 2019: Deep State (Fernsehserie, 1 Episode)
- 2019: Doc Martin – The Shock of the New (Fernsehserie)
- seit 2020: Bridgerton (Fernsehserie)
- 2023: Queen Charlotte: Eine Bridgerton-Geschichte (Fernsehserie)
- 2025: Cleaner

## Auszeichnungen und Nominierungen (Auswahl)
Screen Actors Guild Awards 2021
- Nominierung in der Kategorie Bestes Schauspielensemble in einer Dramaserie für Bridgerton[9]